# Clavo que saca otro clavo
«Clavo que saca otro clavo» es una canción escrita e interpretada por la cantante mexicana Paty Cantú, lanzada el 4 de octubre de 2010 como el segundo sencillo de su segundo álbum de estudio Afortunadamente no eres tú. La canción fue lanzada bajo los sellos discográficos de Capitol Latin y EMI Music.

## Posicionamiento en listas
| País           | Lista                   | Mejor posición |
| -------------- | ----------------------- | -------------- |
| Estados Unidos | Billboard Latin Pop     | #33            |
| México         | AMPROFON - Top 100      | #3             |
| México         | México - 40 principales | #1             |
| México         | México - Radio 100      | #3             |
| México         | Telehit - Top Ten Chart | #8             |